# 수덕초등학교
수덕초등학교는 대한민국 충청남도 예산군에 있는 초등학교다.

## 학교 연혁
- 1945. 06. 13 수덕국민학교 개교
- 1967. 06. 01 벽지학교 지정(라 구역)
- 1980. 02. 05 새마을학교 최우수교 표창(교육부장관)
- 1980. 11. 29 도지정 연구 보고회
- 1984. 03. 01 병설 유치원 개원
- 1985. 03. 01 도서벽지형 급식학교 지정
- 1992. 12. 31 과학교육 우수교 표창(교육감)
- 1993. 12. 20 학교경영실적 우수교 표창(교육부장관)
- 1995. 12. 13 도지정 과학교육 시범운영 보고회
- 1996. 03. 01 수덕초등학교로 개명
- 1999. 10. 21 도지정 열린교육시범학교 운영
- 2000. 12. 29 학교경영 우수교 표창(교육장)
- 2006. 12. 20 교육계획추진실적 우수교 표창(교육감)
- 2007. 12. 30 학교경영 우수교 포창(교육장)
- 2010. 12. 17 교육 실적 우수교 표창(교육장)
- 2010. 12. 31 컨설팅 장학 유공학교 표창(교육장)
- 2011. 12. 23 과학실험교육 학교평가 우수교 표창(교육감)
- 2011. 12. 23 컨설팅 장학 유공학교 표창(교육장)
- 2011. 12. 23 국가수준학업성취도평가 우수교 표창(교육장)
- 2012. 03. 05 졸업식문화 선진화 우수교 표창(교육장)
- 2012. 12. 13 2012학년도 교육 실적 우수교 표창(교육장)
- 2012. 12. 18 공감과 소통의 학교문화 우수교 표창(교육감)
- 2013. 02. 14 제65회 졸업식(총 4,019명)
- 2013. 03. 01 6학급 편성(유치원 1학급)
- 2013. 05. 29 2013 학교교육과정 계획단계 우수교 표창(교육장)
- 2013. 10. 14 2013 학생실용영어인증제 우수교 표창(교육감)
- 2013. 12. 10 2013학년도 교육실적 우수교 표창(교육장)
- 2014. 02. 17 제66회 졸업식(총 4,031명)
- 2014. 03. 01 6학급 편성(유치원 1학급)
- 2014. 07. 18 2014년 학교평가 우수교 표창
- 2014. 12. 22 2014년 교내자율장학 우수교 표창